# Judensiedlung in Altenstadt (Iller)

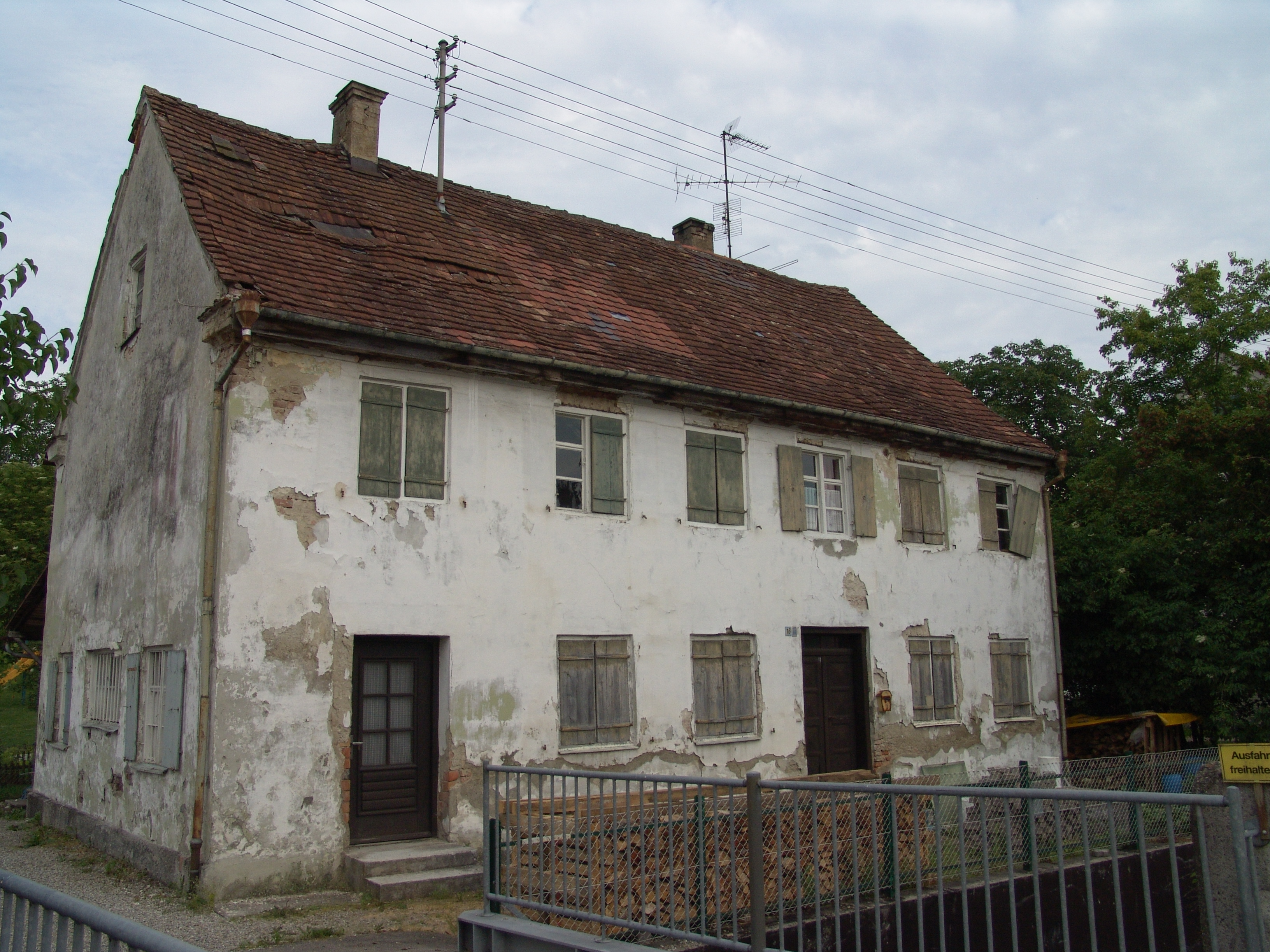
Gebäude Memminger Straße 16, zweites Viertel des 19. Jahrhunderts

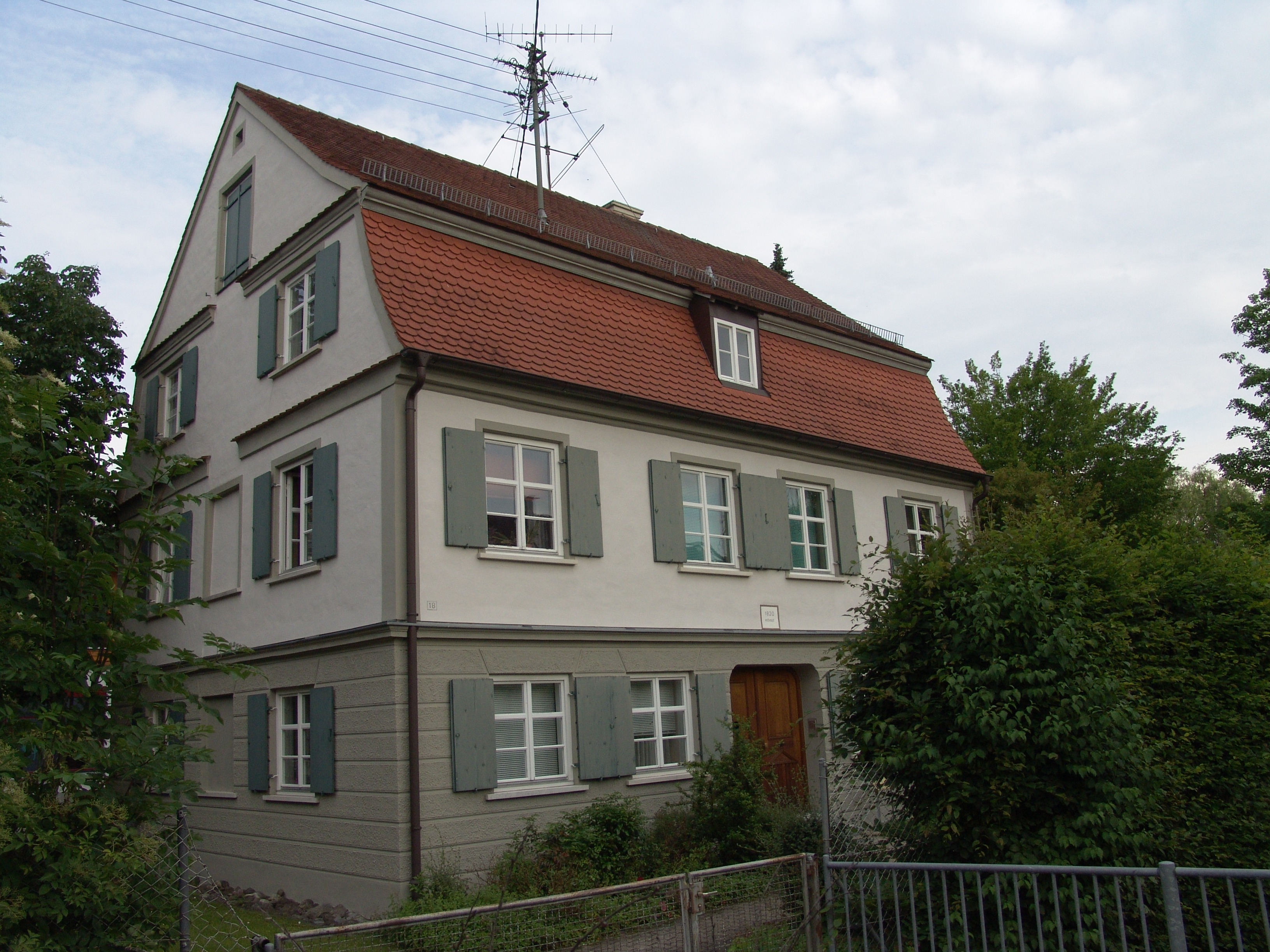
Gebäude Memminger Straße 18 mit Mansarddach

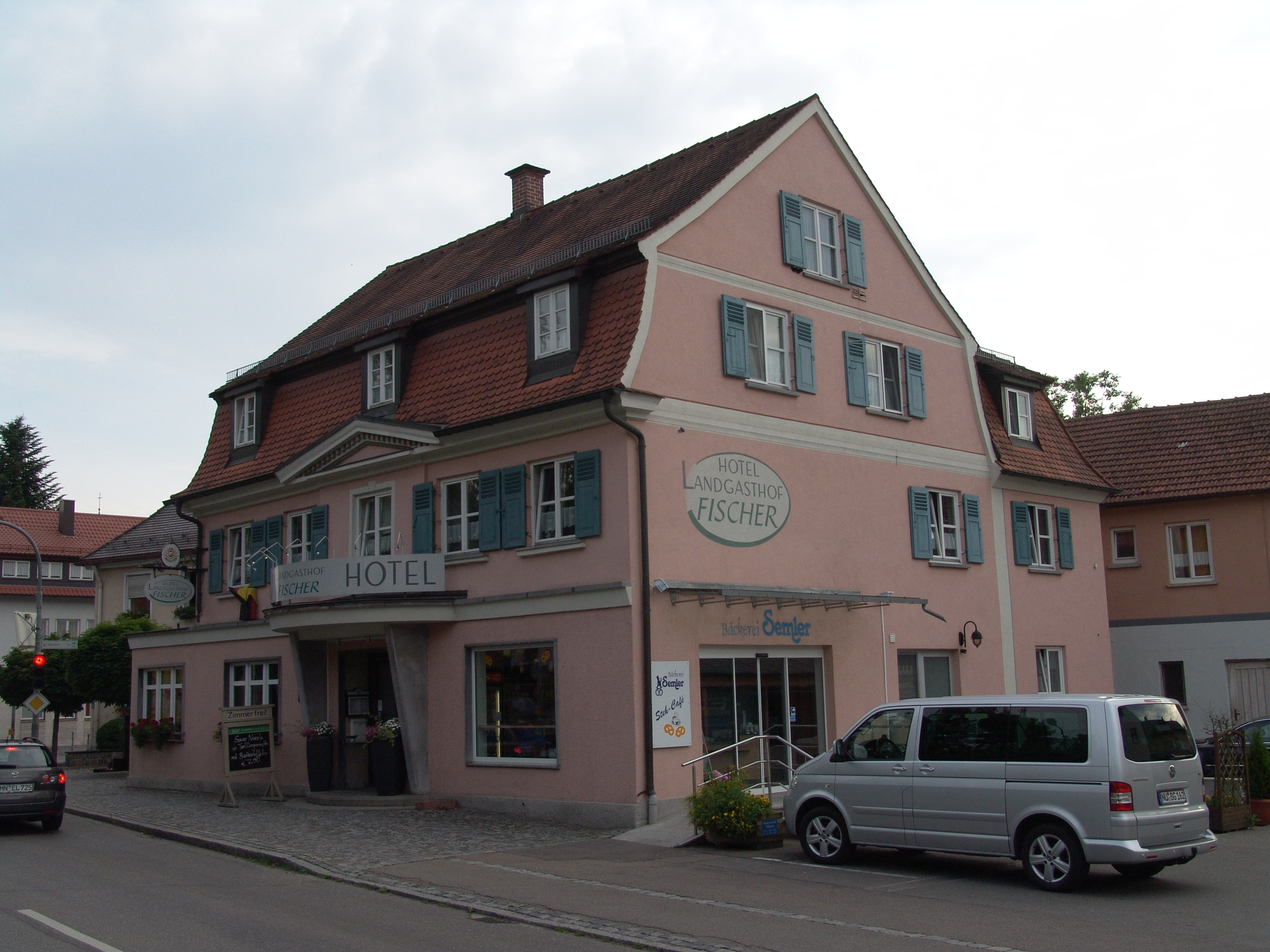
Gebäude Memminger Straße 35, ehemalige Judenwirtschaft

Die Judensiedlung in Altenstadt, einer Marktgemeinde im schwäbischen Landkreis Neu-Ulm in Bayern, entstand im 18. und 19. Jahrhundert. Das Gebäudeensemble ist ein geschütztes Baudenkmal.

## Geschichte
Die Aufnahme von Juden war durch die Herren von Rechberg ab etwa 1650 im Bereich ihrer Herrschaft erfolgt. Unter den Grafen von Limburg-Styrum wurde in Altenstadt ab etwa 1720/22 abseits des älteren, bei der Kirche gelegenen Ortskerns ein eigener geschlossener Wohnbezirk für die Juden entlang der Landstraße von Ulm nach Memmingen angelegt. Im Jahr 1834 lebten 400 Juden im Ort.

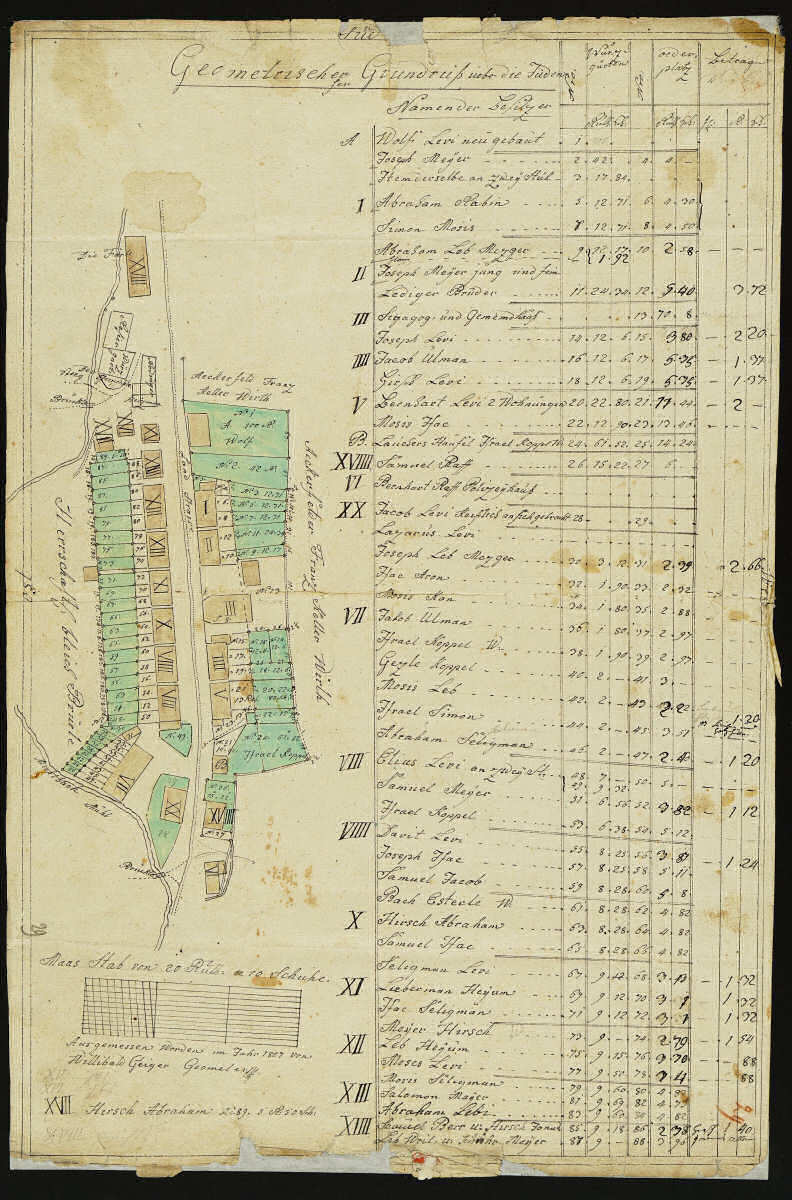
Lageplan der Synagoge und der jüdischen Häuser von 1807

## Beschreibung
Die ehemalige Judengasse ist innerhalb der heutigen Memminger Straße zwischen der Einmündung der Schillerstraße und dem Hotel Fischer, der ehemaligen Judenwirtschaft, in ihrem alten Baubestand noch deutlich erkennbar. Die zunächst von der Grundherrschaft nach einheitlichem Plan errichteten Wohnhäuser wurden ab 1789 in den Besitz der Bewohner überführt. Zu den älteren, beiderseits der Straße errichteten Häuserreihen aus dicht nebeneinanderstehenden zweigeschossigen Traufseitbauten kamen gegen Ende des 18. und im frühen 19. Jahrhundert klassizistische Bauten mit Mansarddächern hinzu. Im frühen 19. Jahrhundert hatte die Judenansiedlung ihre größte Ausdehnung mit 56 Familien in über 30 Häusern erreicht. Trotz Verlusten an historischer Bausubstanz, der schwerste war der Abbruch der ehemaligen Synagoge im Jahr 1955 und trotz störender Eingriffe, vor allem innerhalb der straßenseitigen Erdgeschosszonen, ist der ursprüngliche geschlossene Charakter der Siedlung mit den beiden Grundtypen der Wohnhäuser noch erkennbar geblieben. 